# Castilleja roei
Castilleja roei är en snyltrotsväxtart som beskrevs av Crosswhite. Castilleja roei ingår i släktet målarborstar, och familjen snyltrotsväxter. Inga underarter finns listade i Catalogue of Life.